# خليج سرايدي
و هو خليج صخري يقع بسرايدي عنابة يحتوي على شواطئ عديدة مثل شاطئ واد بقراط بسرايدى الذي يبعد ب13 كلم عن مدينة عنابة.

## شواطئ الخليج
ما تزال شواطئ خليج سرايدى مكانا للاستجمام في حالته الطبيعية ليظل يحافظ على عذريته على الرغم من التغييرات التي تمت بغرض تهيئة فضاءات لركن السيارات و إقامة خدمات عديدة و بجوار الشاطئ يقوم مصطافون بتنشيط الأجواء مما يسعد عديد تجار المأكولات السريعة والبيتزا والمثلجات و كراء المظلات الواقية من أشعة الشمس وكذا الزوارق و يحفز ذلك المصطافين القادمين من الولايات المجاورة على اختيار دخول هذا الموقع الطبيعي الخلاب عبرطريق كثيرة المنعرجات و ذلك وسط غابة تكثر بها أشجار الكاليتوس والصنوبر البحري وبلوط الفلين والللوز والجوزمما يعطي بانوراما تستوقف العابرين للتمتع بهذا المنظر الأخاذ و بإمكان المهتم بعالم الطيور و العصافير سواء كان مختصا أو هاو اكتشاف بعض الأصناف التي تقيم أعشاشها غوق تلك الاشجارو لدى وصولهم إلى هده الشواطئ يكتشف المصطافون وسطا طبيعيا نادرا يقع بين البحر و الغابة حيث يمكن للعائلات تناول وجبات من السمك الذي يتم اصطياده بعين المكان وتبقى هده الشواطئ والتي تمثل إحدى الوجهات الأكثر استقطابا للمصطافين الذين يقدرون حقيقة المواقع الطبيعية

## مواضيع ذات صلة
- قائمة خلجان الجزائر
- قائمة سدود الجزائر
- قائمة موانئ الجزائر
- قائمة شواطئ الجزائر
- قائمة المجاري المائية في الجزائر
- قائمة محطات تحلية المياه في الجزائر
- الصيد البحري في الجزائر
- النقل في الجزائر
- قائمة الدول حسب طول السواحل
- قائمة الموانئ في البحر الأبيض المتوسط
- قائمة ولايات الجزائر

## وصلات خارجية
- موانئ العالم (World ports).